# Varick Street
Varick Street est une rue de New York.

## Situation et accès
Cette voie de l'arrondissement de Manhattan est orientée nord-sud.

## Origine du nom
Le nom de la rue vient de Richard Varick (1753-1831), juriste et homme politique américain, maire de New York de 1789 à 1801, qui y possédait une propriété.

## Historique
On y trouvait en particulier la Chapelle Saint John, détruite en 1918. Le premier atelier de Steinway & Sons se trouvait au 85 Varick Street.
Varick Street a été élargie au moment de l'extension de la Septième Avenue en 1917.